# Остров Херд и острова Макдональд
О́стров Херд и острова́ Макдо́нальд (англ. Heard Island and McDonald Islands, сокращённо HIMI) — небольшой необитаемый архипелаг в южной части Индийского океана. Состоит из двух основных островов — Херд и Макдональд, а также из множества мелких отдалённых островков, скал и рифов. Все они являются внешними территориями Австралии.

## География

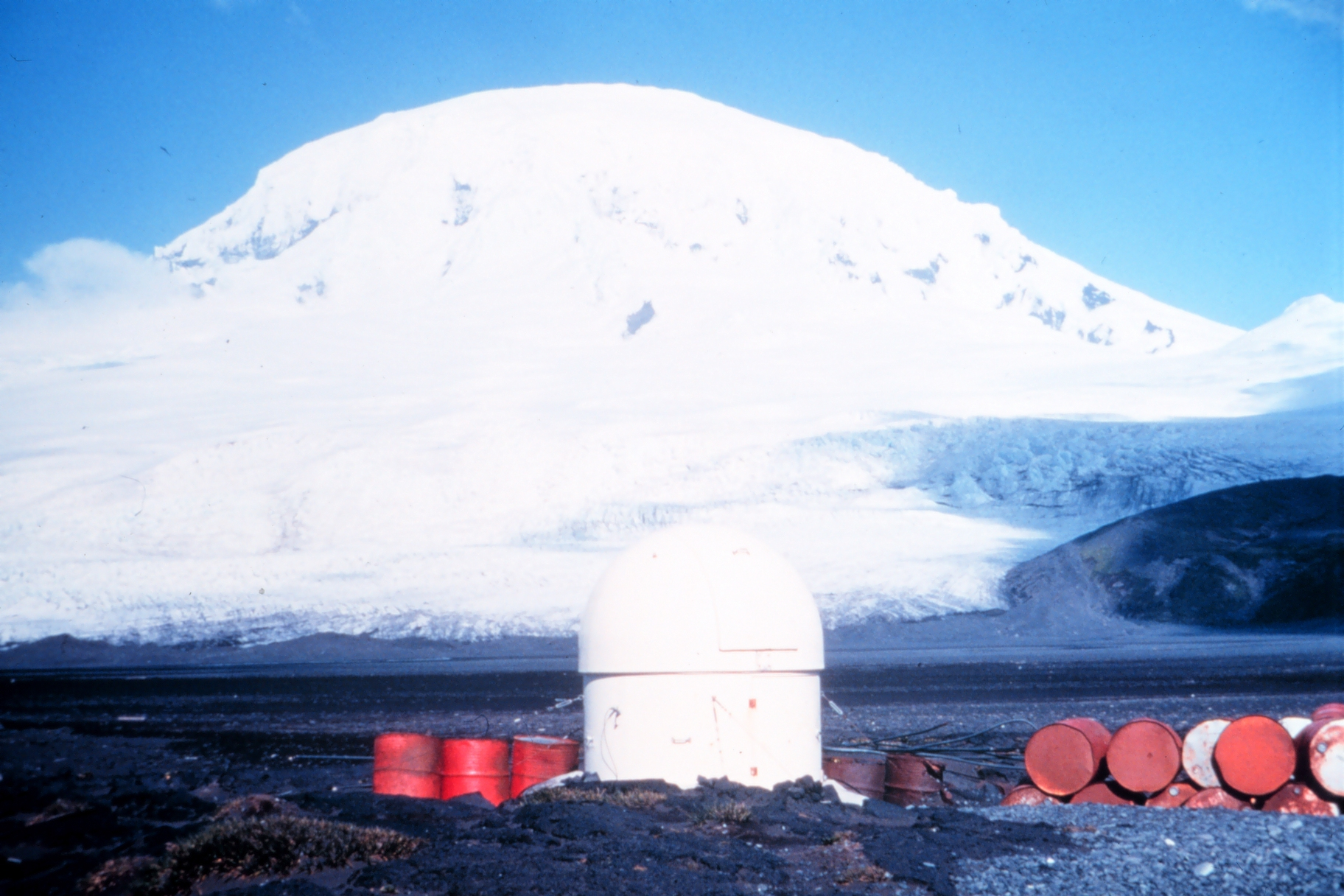
Ландшафт острова Херд с видом на Моусон-Пик

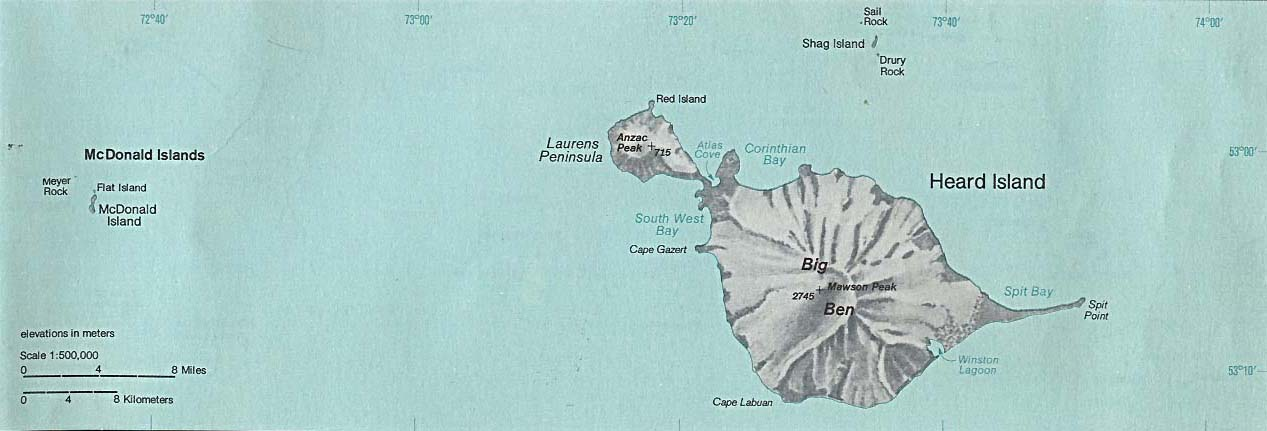
Карта архипелага

Острова являются одними из самых отдалённых участков суши на Земле: они находятся примерно в 4099 км к юго-западу от Перта (Западная Австралия), в 3845 км к юго-западу от мыса Луин (крайняя юго-западная точка Австралии), в 4200 км к юго-востоку от Южной Африки, в 3830 км к юго-востоку от Мадагаскара, в 1630 км к северу от Антарктиды и в 450 км к юго-востоку от Кергелена.
Остров Херд (53°06′ ю. ш. 73°31′ в. д.) представляет собой вершину подводного вулкана Кергеленского плато и имеет 43 километра в длину и 21 километр в ширину. Моусон-Пик — высшая точка острова, высота над уровнем моря составляет 2745 метров. Это один из двух активных вулканов и одновременно самая высокая точка на территории, принадлежащей Австралии. Около 80 % поверхности Херда покрыто снегом и льдом, которые и формируют характер береговой линии острова. Площадь острова — 368 км².
Остров Макдональд (53°03′ ю. ш. 72°37′ в. д.) — маленький и скалистый, расположен 44 километрами западнее, также вулканический по происхождению. Его самая высокая точка — 230 метров над уровнем моря. Остров ограничен крутыми утёсами и ранее состоял из двух частей — северного плато и южного крутого холма Максвелл-Хилл, соединённых между собой узким перешейком. Площадь острова — 2,5 км².
Из остальных островов архипелага самый большой — остров Шаг-Айленд, а также остров Морган, скалы Саил и Блэк находятся в 10 километрах к северу от Херда, а остров Флат-Айленд (сейчас в составе Макдональда) и скала Мейер-Рок — несколько севернее Макдональда. Общая площадь всех этих мелких островов и скал — 1,1 км². В состав территории также включают все территориальные воды на расстоянии 12 навигационных миль от береговой линии. Вместе с этими островками общая площадь архипелага составляет 372 км².
Вулкан на острове Макдональд после пребывания в состоянии покоя 75 000 лет стал активным с 1992 года, с тех пор произошло несколько извержений. Спутниковые изображения, полученные в 2004 году, показали, что вследствие вулканической активности остров Макдональд объединился с Флат-Айлендом в один остров, увеличив свою площадь примерно вдвое. В результате вулканической деятельности в период с ноября 2000 года по конец 2001 года площадь острова Макдональд увеличилась с 1,13 до 2,45 км², а самая высокая вершина в настоящее время имеет высоту около 230 метров вместо 186 метров в 1980. Однако вулканическая активность уничтожила почти всю растительность на острове. Последнее извержение, предположительно, произошло 10 августа 2005 года. В настоящее время продолжается восстановление растительного покрова.
Судя по спутниковым данным НАСА, в конце октября 2012 года на острове Херд происходило извержение вулкана Моусон-Пик.
На Херде и Макдональде нет портов или гаваней, морским судам приходится бросать якорь у берега. Протяжённость береговой линии составляет 101,9 км, есть 12-мильная (22 км) зона территориальных вод, а 200-мильная (370 км) зона объявлена Австралией исключительной зоной рыбной ловли.
Антипод для центрального Моусон-Пик расположен в менее чем 70 километрах к юго-западу от Принс-Альберта (Саскачеван, Канада).

### Климат
Климат субантарктический — мягкая зима (+0,1 °C) и холодное лето (+4,2 °C). Большинство дней года — ветреные и пасмурные. Ветры преимущественно западные и стабильно сильные. Ежемесячная средняя скорость ветра составляет от около 26 до 33,5 км/ч, были зафиксированы порывы свыше 180 км/ч. Годовое количество осадков на уровне моря на острове Херд составляет обычно от 1300 до 1900 мм. Осадки выпадают каждые три дня из четырёх, обычно в виде мороси или снега.

## Флора

### Условия
Острова находятся в экологическом регионе островной тундры южной части Индийского океана, который включает в себя несколько субантарктических островов. В этом холодном климате растения представлены в основном травами, мхами и лишайниками. Низкое разнообразие растений обусловлено островной изоляцией, малым размером суши, суровым климатом, коротким, холодным вегетационным периодом и, в случае Херда, значительным ледяным покровом. Основными экологическими определяющими факторами для растительности на субантарктических островах являются: воздействие ветра и солёных брызг, наличие воды, состав почвы, наличие питательных веществ, вытаптывание птицами и тюленями и, в некоторых случаях, высота над уровнем моря. В условиях Херда воздействия солевого тумана и наличие размножающихся и линяющих птиц и тюленей особенно сильно влияют на состав и структуру растительности в прибрежных районах.

### Мхи, печёночники и лишайники
Мохообразные и лишайники вносят существенный вклад в общее биологическое разнообразие Херда, зарегистрировано 43 вида мхов, 19 печёночников и 71 лишайников, часто занимающих места обитания, непригодные для сосудистых растений, например, скалы. Мохообразные присутствует в большинстве крупных растительных сообществ. Лишайники распространены на обнажённых породах и являются доминирующей растительностью в некоторых областях. При исследовании Макдональда в 1980 году зафиксировано значительно меньшее разнообразие подобных растений, а именно четыре вида мхов, восемь лишайников и некоторое количество водорослей и грибов.

### Водоросли
По крайней мере 100 видов наземных водорослей известны на Херде, обычно произрастающих в постоянно влажной и эфемерной среде обитания. Морские леса гигантских антарктических водорослей Durvillaea antarctica встречаются в различных точках острова и по крайней мере 17 других видов морских водорослей будет добавлено после идентификации последних собранных образцов. Низкое разнообразие водорослей объясняется изоляцией острова от других территорий, непригодными для обитания пляжами, постоянным трением волнами, приливами и мелкими камнями, а также протяжением ледников в море во многих областях.

## Фауна

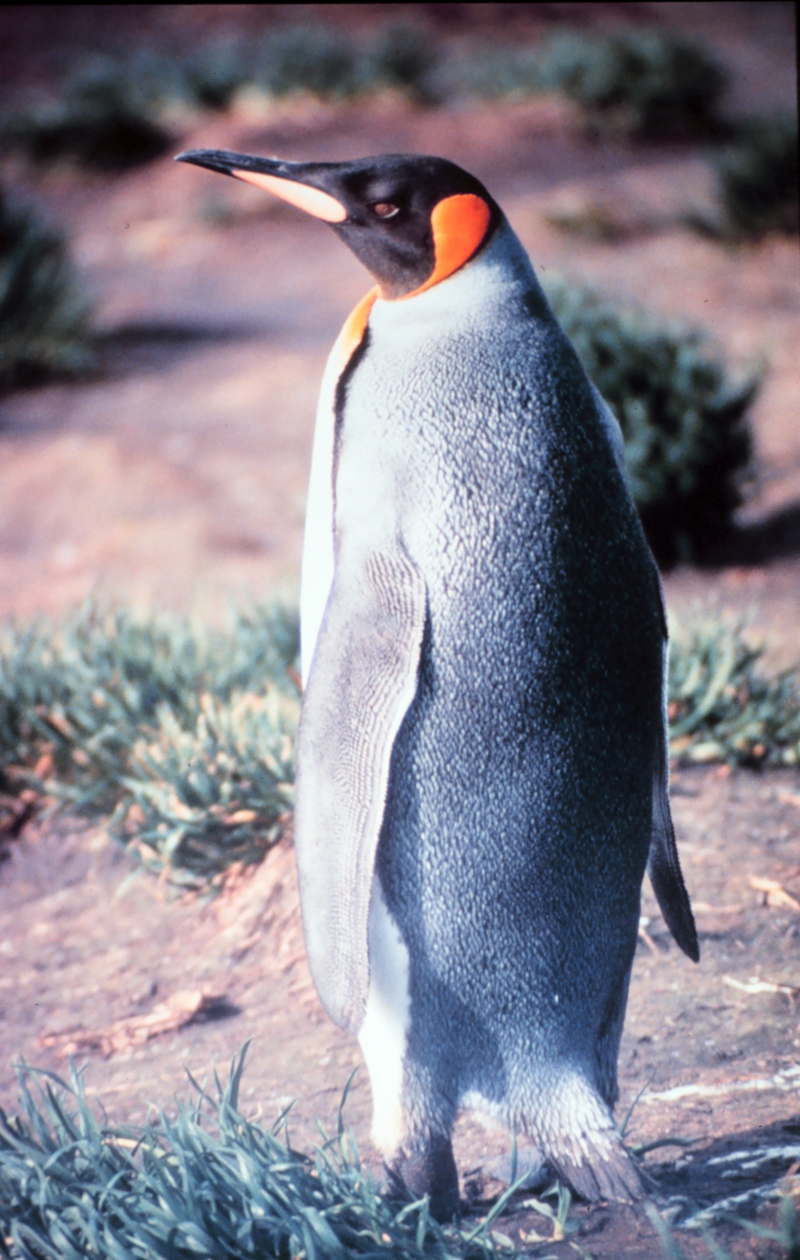
Королевский пингвин на острове Херд

На островах, ныне мало затрагиваемых человеческой деятельностью, расположены огромные популяции пингвинов, ластоногих и морских птиц.

### Млекопитающие
Ластоногие на Херде были практически истреблены в конце XIX века, после чего численность тюленей стала слишком мала для экономического использования. С тех пор их популяция увеличилась и была защищена. Среди ластоногих, размножающихся на Херде: южные морские слоны, кергеленские и субтропические морские котики. Морские леопарды регулярно посещают зимой лежбища, но они не размножаются на архипелаге. Крабоеды, тюлени Росса и Уэдделла являются лишь случайными посетителями.

### Птицы
На Херде и Макдональде нет хищников, и они предоставляют благоприятную среду обитания и размножения в середине огромного Южного океана для различных птиц. Окружающие воды обеспечивают птиц кормом. Острова были определены международной организацией по защите птиц BirdLife International как важная для птиц область, так как они содержат очень большое количество гнездовий морских птиц.

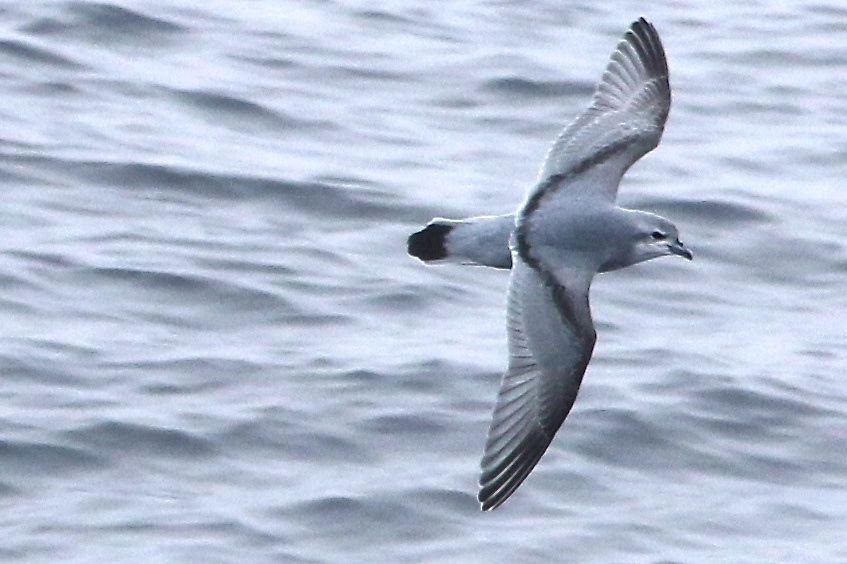
Толстоклювый прион около острова Херд

В качестве гнездящихся на островах Херд и Макдональд были зарегистрированы 19 видов птиц, хотя вулканическая активность на Макдональде за последнее десятилетие, вероятно, привела к снижению растительного покрова и уменьшению количества мест гнездования птиц. На островах гнездятся золотоволосый пингвин (1 миллион гнездящихся пар), антарктическая китовая птичка (около 100 000 пар), королевский пингвин (80 тысяч пар), субантарктический пингвин (16 тысяч пар), георгийский нырковый буревестник (10—100 тысяч пар), хохлатый пингвин (10 тысяч пар), обыкновенный нырковый буревестник (от 1 до 10 тысяч пар), южный гигантский буревестник (2500 пар), капский голубок (1000—2500 пар), эндемичный баклан Leucocarbo nivalis (1100 пар), малая белая ржанка (1 тысяча пар), чернобровый альбатрос (600 пар), светлоспинный дымчатый альбатрос (500 пар), антарктический поморник (500 пар), доминиканская чайка (около 250 пар), антарктическая крачка (100—200 пар), качурка Вильсона (количество неизвестно), иногда на островах гнездится одна пара странствующих альбатросов. Встречается также толстоклювый прион.

## История

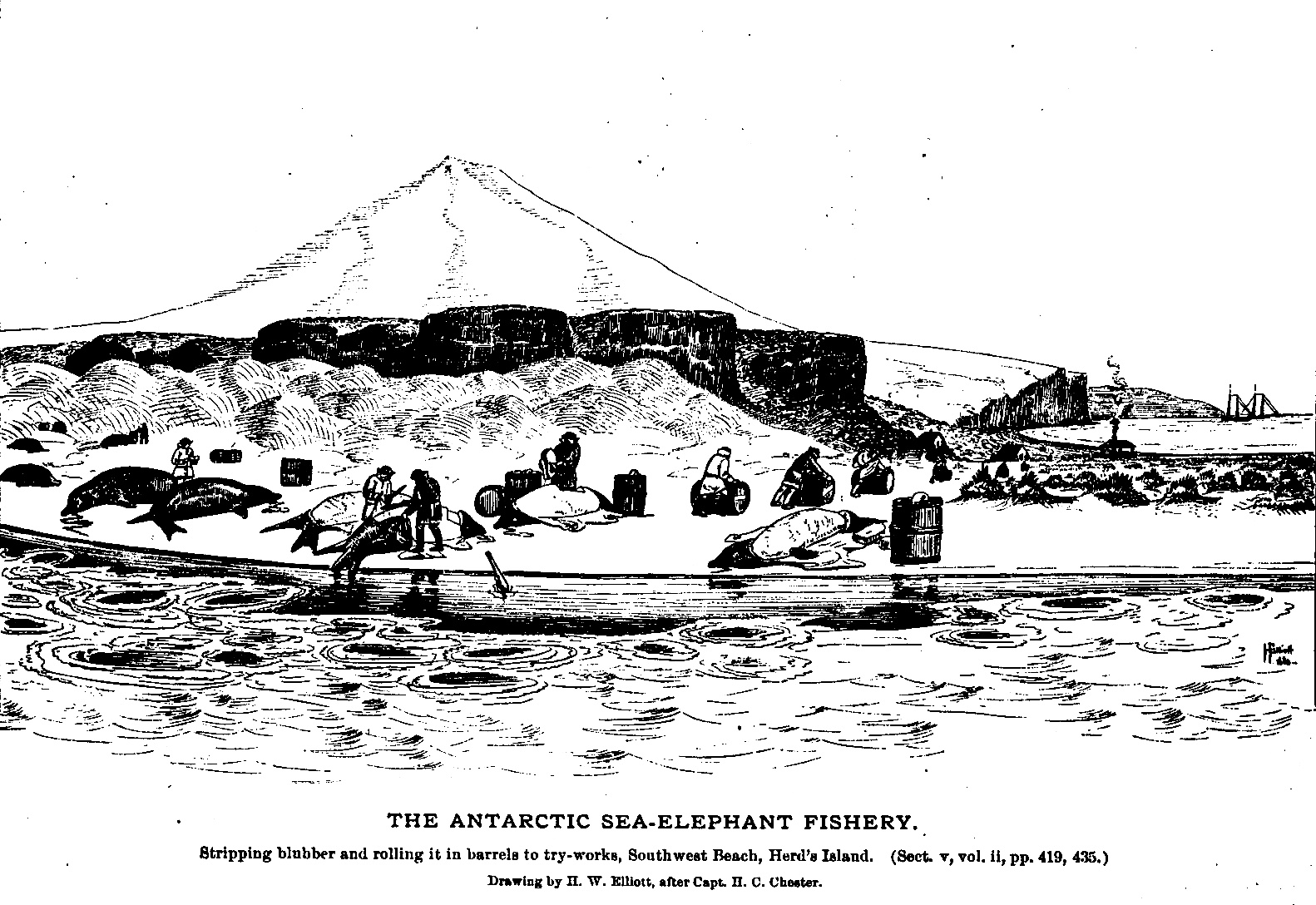
Обработка добытых морских слонов на острове Херд — XIX век

Остров Херд был открыт американским капитаном, охотником за тюленями Джоном Хердом 25 ноября 1853 года, когда его судно «Ориентал» направлялось из Бостона в Мельбурн. В скором времени после открытия Херда, 4 января 1854 года, капитан судна «Самаранг» Уильям Макдональд открыл остров, названный его именем. После этого в течение более чем 20 лет острова регулярно посещались охотничьими экспедициями, возникло небольшое поселение охотников (до 200 человек населения). Однако к 1880 бо́льшая часть популяции тюленей была уничтожена и охотники покинули остров. После этого вплоть до экспедиции Дугласа Моусона в 1929 году экономического или научного интереса к архипелагу практически никто не проявлял. На Макдональде люди высаживались всего дважды в истории — в 1971 и 1980 гг. На соседнем островке Флат-Айленд не зарегистрировано ни одной официальной высадки людей.
Архипелаг с 1910 года принадлежал Великобритании, когда на Херде был поднят флаг этой страны. 26 декабря 1947 года острова были переданы под управление Австралии и стали частью Австралийской антарктической территории, но после подписания Австралией в 1961 конвенции об Антарктике они образовали отдельную внешнюю территорию. Постоянное население отсутствует, но острова посещают туристы (без высадки на берег) и научные экспедиции (на остров Херд).
Острова Херд и Макдональд в 1983 году были внесены в список Национального достояния Австралии, а в 1997 году включены в список Всемирного наследия ЮНЕСКО.
Хотя острова не заселены, им был присвоен собственный домен .hm.

## Управление и экономика
Острова являются территорией (Территория остров Херд и острова Макдональд) под управлением Австралии, осуществляемого из Хобарта Австралийской антарктической службой (англ. Australian Antarctic Division (AAD)) из Департамента устойчивого развития, охраны окружающей среды, водных ресурсов, населения и сообществ Австралии. На них обитает большое количество тюленей и птиц. На островах находится морской заповедник общей площадью 65 000 км², посещаемый преимущественно исследователями. Постоянное население отсутствует.
С 1947 по 1955 года учёные посещали лагерь на Херде возле бухты Atlas Cove в северо-западной части острова. Лагерь в 1969 году снова заняли американские учёные, в 1971 году лагерь был расширен французскими исследователями. На Макдональде учёные высаживались в 1971 году в районе бухты Уильямс-Бей. Позже экспедиции неоднократно использовали временную базу около Спит-Бей на северо-востоке Херда, например, в 1988 году, 1992—1993 и 2004—2005 годах.
Без населения нет и экономической деятельности. Единственным природным ресурсом островов является рыба; австралийское правительство разрешает ограниченный промысел в окружающих водах. Часовой пояс островов: UTC +5.
2 апреля 2025 президент США Дональд Трамп объявил о введении высоких торговых пошлин на товары, импортируемые с островов. Несмотря на необитаемость островов, по данным Всемирного банка, в 2022 году США импортировали с них товары на сумму более $1,4 млн, почти полностью состоявших из «машин и электрооборудования».